# پوشه کاغذی

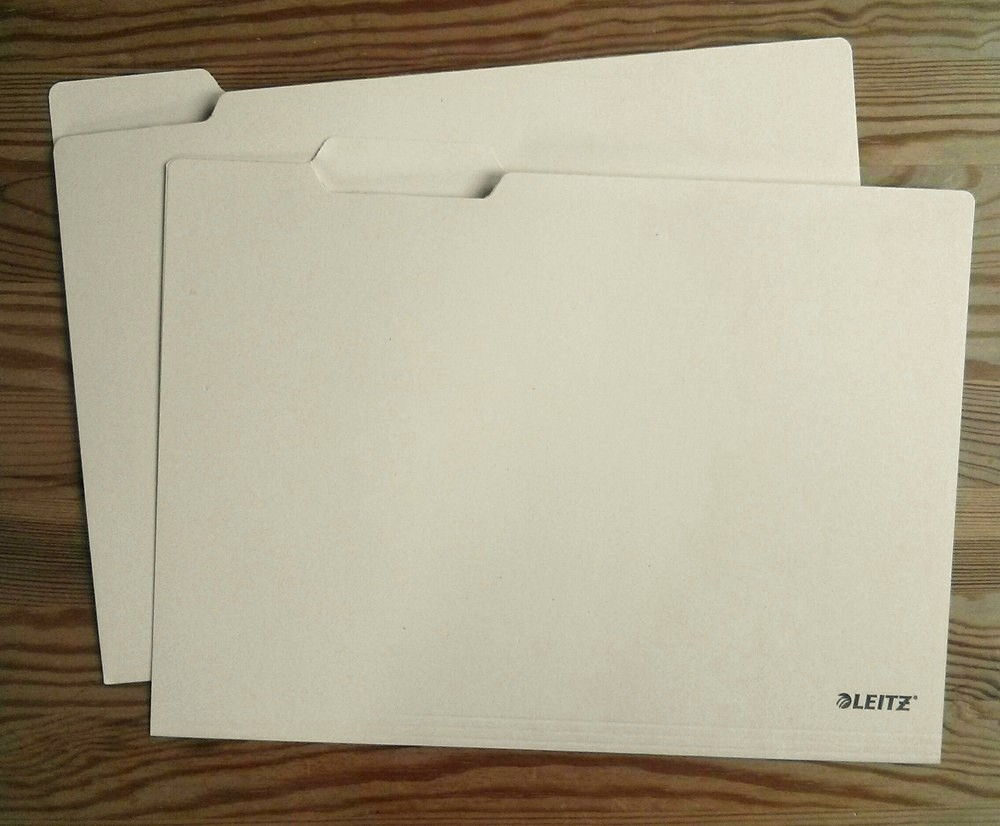
دو پوشه کاغذی

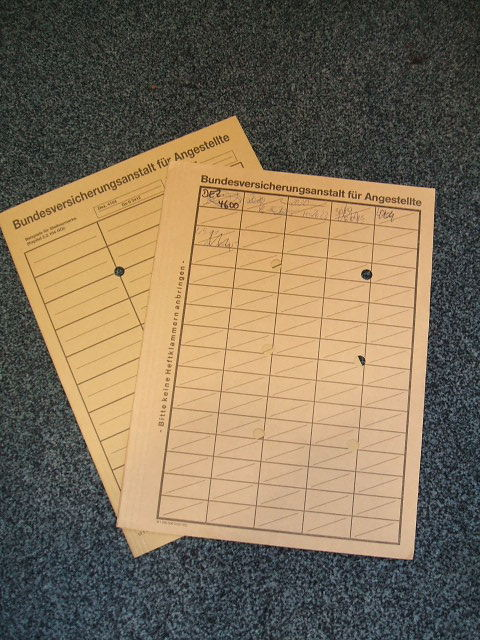
دو پوشه کاغذی آلمانی

پوشه کاغذی (انگلیسی: Manila folder) یک نوع پوشه پرونده است که برای نگهداری انواع مدارک طراحی شده‌است. این پوشه‌های عموماً با تا کردن یک کاغذ بزرگ درست می‌شوند.